# Holonothrus virungensis
Holonothrus virungensis är en kvalsterart som beskrevs av Norton och Ziemowit Olszanowski 1989. Holonothrus virungensis ingår i släktet Holonothrus och familjen Crotoniidae. Inga underarter finns listade i Catalogue of Life.